# Sân bay quốc tế Norwich
Sân bay quốc tế Norwich (IATA: NWI, ICAO: EGSH), còn được gọi là Sân bay Norwich, là một sân bay ở thành phố Norwich trong Norfolk, Anh 2,8 hải lý (5,2 km; 3,2 mile) về phía bắc của trung tâm thành phố và trên các cạnh của vùng ngoại ô của thành phố tại Hellesdon. Tính đến năm 2013 sân bay Norwich là sân bay bận rộn thứ 29 tại Anh. 
Cùng với một lịch sử lâu dài của các chuyến bay đến sân bay Schiphol Amsterdam của KLM Cityhopper (trước đây là KLM UK), sân bay này còn cung cấp các chuyến bay tới các điểm đến khác nhau ở Vương quốc Anh và châu Âu
Bên cạnh các chuyến bay thương mại, còn có các chuyến bay thuê chuyến hoạt động ở sân bay Norwich. Bristow, Helicopters, DanCopter và Bond Offshore Helicopters vận chuyển các đoàn công tác đến các giàn khoan khí ở Biển Bắc và SaxonAir có các chuyến bay trực thăng và bay thuê chuyến.